# Recess: School's Out
Recess: School's Out (Brasil: Hora do Recreio) é um filme animado de comédia de 2001 baseada na da Disney série de televisão Recess, e apresenta as vozes de Andrew Lawrence, Rickey D'Shon Collins, Jason Davis, Ashley Johnson, Courtland Mead, Pamela Adlon, Dabney Coleman, Melissa Joan Hart, April Winchell e James Woods.

## Enredo
No deserto de Nevada, um grupo de homens invade uma base militar e rouba um projeto ultrassecreto, com a intenção de usar a Third Street School como base. TJ Detweiler e seus amigos pregam uma última peça antes que as aulas terminem o verão e se safem. TJ está ansioso por um verão repleto de diversão com seus amigos, até que eles mencionam que todos decidiram ir para diferentes acampamentos de verão. Andando pela cidade infeliz, TJ percebe uma atividade estranha acontecendo na escola antes de ser expulso por um homem careca corpulento. Investigando mais no dia seguinte, ele vê alguns cientistas lá dentro usando um raio trator para levitar um cofre. Ele conta para seus pais e para a polícia, mas nenhum deles acredita nele. Ele então vai ao Diretor Prickly para obter ajuda, mas fica chocado e desmaterializado quando coloca a chave na fechadura, deixando apenas os sapatos para trás. Sem opções, TJ obriga sua irmã Becky a levá-lo a cada um dos campos para buscar seus amigos.
TJ e seus amigos roubam uma caixa de um dos veículos da escola, apenas para encontrar documentos escolares inúteis dentro. Os amigos de TJ têm a impressão de que ele mentiu para eles para trazê-los de volta. Quando eles estão prestes a retornar aos seus acampamentos, eles testemunham um dispositivo laser gigante emergir da escola, provando as suspeitas de TJ verdadeiras. Em seguida, elaboram um plano que envolve ir para o acampamento durante o dia e se reunir à noite. No dia seguinte, TJ encontra as calças de golfe de Prickly na lixeira, com uma nota dizendo “Ajude-me!” no bolso; TJ e seus amigos se infiltram na escola naquela noite para resgatar Prickly, sem saber que o delator Randall Weems ouviu seus planos, e ele disse a Muriel Finster, e eles tentaram pegá-los. Lá dentro, eles descobrem que o auditório foi transformado em um laboratório e são pegos depois que Mikey arrota. Os amigos de T.J escapam, mas TJ é capturado e trancado em um depósito onde encontra Prickly, e eles descobrem que o ex-melhor amigo de Prickly, Dr. Phillium Benedict, assumiu a escola.
Prickly conta a TJ como, 30 anos atrás, em 1968, ele e Benedict foram para o treinamento de professores. Bento XVI foi nomeado diretor da Third Street School, decidindo abolir o recesso como forma de melhorar as notas nas provas. Prickly foi ao superintendente para fazer Bento XVI reconsiderar. O superintendente demitiu Benedict e tornou Prickly o diretor; A namorada de Benedict, Muriel Finster, o largou por nojo, fazendo com que Benedict buscasse vingança. Bento XVI então entrou para a política, logo se tornando secretário de educação, mas foi demitido pelo presidente quando ele tentou abolir o recesso novamente em todo o país.
Os amigos de TJ contam à polícia, sem sucesso, depois reviram a caixa novamente; Spinelli adquire um livro de datas que menciona o perigeu lunar (ocorrendo às 12h22 do dia seguinte). Gretchen percebe que o dispositivo que viram é um raio trator e conclui que Bento XVI planeja usá-lo para mover a lua quando ela se aproximar da Terra, causando uma era do gelo permanente. TJ e Prickly chegam ao escritório de Prickly, onde TJ informa a seus amigos que Bento XVI pretende erradicar as férias de verão depois de ver grafite via walkie-talkie. Benedict revela que sua intenção é se livrar do verão para que as crianças tenham que ficar em casa para estudar, então tranca TJ e Prickly novamente, mas eles escapam novamente. Enquanto isso, os amigos de TJ persuadem Becky a levá-los aos campos e pegar todos os outros alunos. Gus assume o comando e trama um plano para invadir a escola. O plano dá certo e a maioria dos capangas de Bento 16 é detida.
Reunindo-se com TJ e Prickly, o grupo enfrenta Benedict no auditório, mas ele chama mais guardas para detê-los. No entanto, a Sra. Finster irrompe junto com os professores e uma briga começa. Benedict tenta ativar o feixe sozinho, mas é socado por Prickly, fazendo com que ele se incline e ative o feixe, com Prickly sendo incapaz de pará-lo. TJ dá sua bola de beisebol para Vince e faz com que ele a jogue na máquina, destruindo-a. Benedict e seus capangas são presos por seus crimes.
Os alunos e professores são elogiados por seu heroísmo, os amigos de TJ decidem passar o verão com ele e TJ vai ao escritório de Prickly para agradecê-lo; Espinhoso agradece a TJ por lembrá-lo de que ele começou a ensinar para ajudar crianças. TJ então sai com seus amigos enquanto Prickly coloca seu colar do símbolo da paz de 1968, então lembra a TJ que ele ainda terá problemas por sua partida anterior quando setembro chegar.